# Léopold le bien-aimé (film)
Pour l’article homonyme, voir Léopold le bien-aimé.
Pour plus de détails, voir Fiche technique et Distribution.
Léopold le bien-aimé est un film français réalisé par Arno-Charles Brun, sorti en 1934.

## Synopsis
Léopold est de retour dans sa région natale où il retrouve son frère, un prêtre. Léopold a quitté la France des années auparavant, après avoir écrit à sa bien-aimée Marie-Thérèse une lettre dans laquelle il lui déclarait son amour, message resté sans réponse. Or, peu de temps après son retour, Monsieur Ponce - le chef du « service des lettres tombées au rebut » lui remet une lettre qui s'était égarée pendant toutes ces années dans les bureaux de la Poste...

## Fiche technique
- Titre : Léopold le bien-aimé
- Réalisation : Arno-Charles Brun
- Scénario et dialogues : Jean Sarment, d'après sa pièce éponyme
- Décors : Jean Bijon
- Photographie : Raymond Agnel et René Ribault
- Montage : Suzanne de Troeye
- Musique : Vincent Scotto
- Directeur de production : Marcel Gras
- Société de production : Les Auteurs Associés
- Pays d'origine :  France
- Format : Noir et blanc - 1,37:1 - Mono - 35 mm
- Genre : Comédie dramatique
- Durée : 102 minutes
- Date de sortie : 
  - France  : 16 février 1934

## Distribution
- Jean Sarment : Léopold
- Marguerite Valmond : Marie-Thérèse
- Michel Simon : M. Ponce
- Marcel André : l'abbé
- Jane Lory : Mlle de Blanmoutier
- Arielle : Lucienne
- Pierre Feuillère : Martial
- Louis Scott
- Marise Dorval
- Nicole Ray

## Autour du film
- Jean Sarment, l'auteur de la pièce, signe le scénario et les dialogues et interprète le rôle principal, celui de Léopold.

- Le film a été produit par la société de production Les Auteurs Associés de Marcel Pagnol (dont Arno-Charles Brun, le réalisateur du film, était un ami proche). Léopold le bien-aimé n'a pas été un succès commercial, les spectateurs étant déçus de ne pas retrouver dans cette œuvre l'esprit des pièces de Pagnol[1] (dont le nom figurait au générique comme producteur).